# Vincente Minnelli
Vincente Minnelli (født 28. februar 1903, død 25. juli 1986) var en amerikansk filminstruktør.
Han var gift fire gange. Hans første hustru var Judy Garland, og deres datter Liza Minnelli blev en kendt skuespiller.

## Udvalgte film
- Mød mig i St. Louis (1944)
- Ziegfeld Follies (1945, fem afsnit)
- Madame Bovary (1949)
- Brudens far (1950)
- En amerikaner i Paris (1951)
- Illusionernes by (1952)
- Let på tå (1953)
- Brigadoon (1954)
- De kom løbende (1958)
- Gigi (1958; vandt ni Oscars)
- To uger i Rom (1962)
- På en smuk dag (1970)

## Ekstern henvisning
- Vincente Minnelli på Internet Movie Database (engelsk)
- Vincente Minnelli på Filmdatabasen
- Vincente Minnelli på Scope
- Vincente Minnelli på Svensk Filmdatabas (svensk)
- Vincente Minnelli på AlloCiné (fransk)
- Vincente Minnelli på AllMovie (engelsk)
- Vincente Minnelli på Turner Classic Movies (engelsk)
- Vincente Minnelli på The Movie Database (engelsk)
- Vincente Minnelli på Internet Broadway Database (engelsk)
- Vincente Minnelli på Encyclopædia Britannica Online (engelsk) 

| Film | Spire Denne biografi om en filminstruktør er en spire som bør udbygges. Du er velkommen til at hjælpe Wikipedia ved at udvide den. | Biografi |